# Saison 2015 des Giants de San Francisco
La saison 2015 des Giants de San Francisco est la 131e saison en Ligue majeure de baseball pour cette franchise et la 58e depuis le transfert des Giants de la ville de New York à celle de San Francisco. 
L'année suivant la conquête de la Série mondiale 2014 et leur troisième titre en cinq ans, les Giants perdent en 2015 quatre parties de plus qu'en 2014, concèdent aux Dodgers de Los Angeles le titre de la division Ouest de la Ligue nationale et ratent les séries éliminatoires. San Francisco boucle l'année avec 84 victoires et 78 défaites, huit matchs derrière les Dodgers.

## Contexte
Les Giants remportent en 2014 leur 3e titre en 5 ans, triomphant quatre victoires à trois des Royals de Kansas City en Série mondiale 2014 pour ajouter un nouveau championnat à ceux gagnés en 2010 et 2012. En saison régulière, il enregistrent 12 victoires de plus qu'en 2013 mais, avec 88 gains et 74 défaites, concèdent le titre de la division Ouest de la Ligue nationale aux Dodgers de Los Angeles. Qualifiés pour les éliminatoires comme meilleurs deuxièmes, ils battent successivement Pittsburgh, Washington, Saint-Louis et Kansas City.

## Intersaison
Devenus agents libres après la saison 2014, le releveur droitier Sergio Romo et le lanceur partant droitier Jake Peavy signent de nouveaux contrats de deux saisons avec les Giants. Casey McGehee, un joueur de troisième but, est acquis des Marlins de Miami.
Les Giants sont incapables de retenir le troisième but Pablo Sandoval, l'un des joueurs autonomes les plus convoités. Celui qui avait amorcé sa carrière avec San Francisco en 2008 rejette les 95 millions de dollars pour 5 ans proposés par les Giants pour accepter une offre, pourtant similaire, des Red Sox de Boston. San Francisco convoite aussi un ancien lanceur des Red Sox, le gaucher Jon Lester, mais celui-ci repousse l'offre pour joindre les Cubs de Chicago. Arrivé à San Francisco sur un contrat d'une saison un an plus tôt, Michael Morse quitte pour Miami.
Le personnel d'instructeurs des Giants change aussi après la saison 2014 avec le départ de Tim Flannery, un employé pendant 8 saisons.
Le 19 janvier 2015, le voltigeur Nori Aoki, opposé aux Giants en Série mondiale 2014 comme porte-couleurs des Royals de Kansas City, signe un contrat d'un an avec San Francisco.
Fin janvier 2015, les Giants libèrent le joueur de deuxième but Marco Scutaro, héros des séries éliminatoires de 2012 que les blessures ont limité à seulement 5 matchs en 2014.
Le 3 avril 2015, trois jours avant le début de la nouvelle saison des Giants, le club prolonge jusqu'à la fin de la saison 2019 les contrats du gérant Bruce Bochy et du directeur-gérant Brian Sabean, ce dernier étant du même coup promu du poste de vice-président senior à celui de vice-président exécutif.

## Calendrier pré-saison

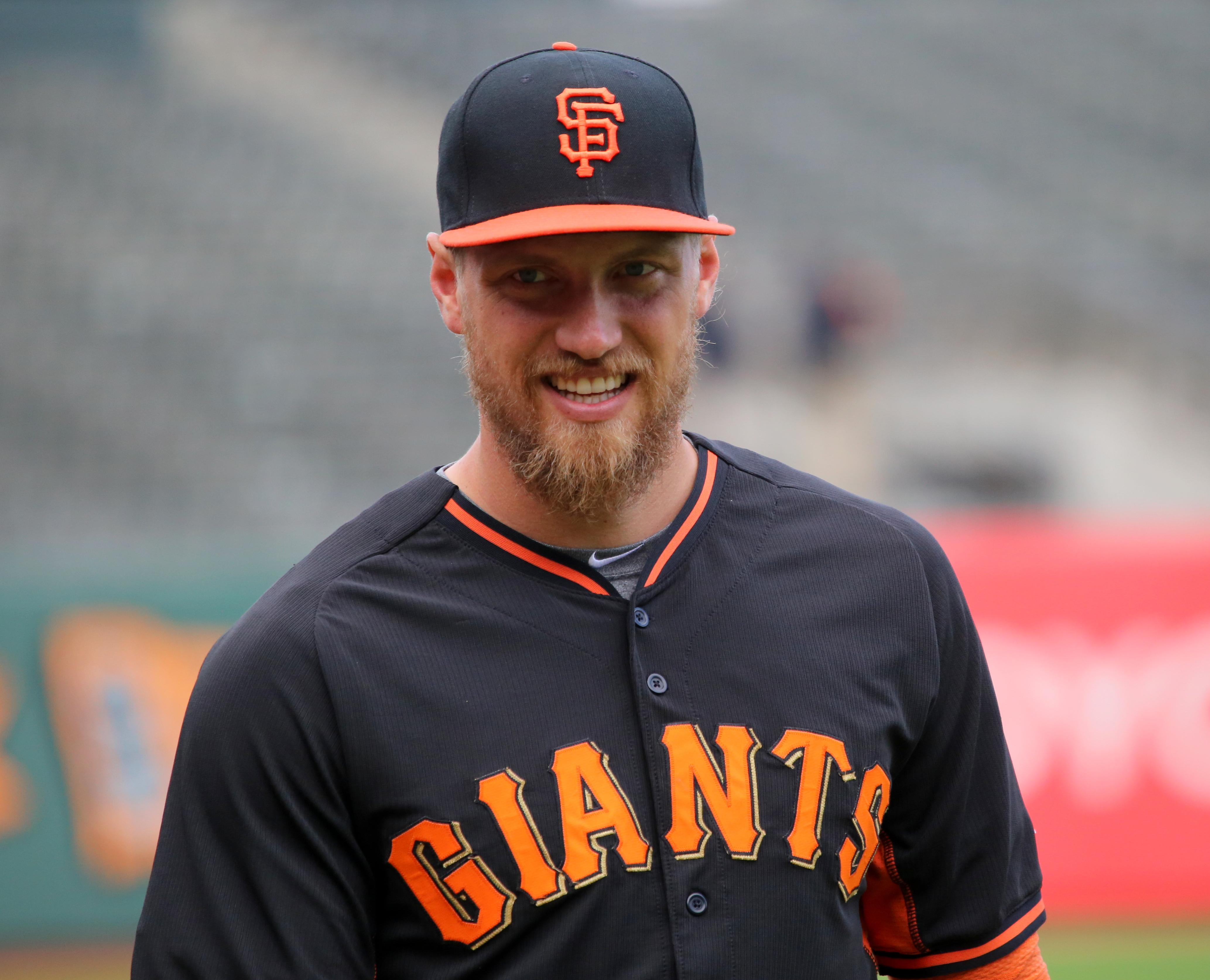
Hunter Pence le 20 mai 2015.

L'entraînement de printemps 2015 des Giants se déroule du 3 mars au 4 avril. Le 5 mars, le voltigeur Hunter Pence a l'avant-bras gauche fracturé par un lancer de Corey Black des Cubs de Chicago, une blessure qui le force à une période d'inactivité prévue de 6 à 8 semaines et lui fait rater le lancement de la saison régulière.

## Saison régulière
La saison régulière de 162 matchs des Giants débute le 4 avril par une visite aux Diamondbacks de l'Arizona et se termine le 4 octobre suivant. Le premier match local au AT&T Park de San Francisco est disputé aux Rockies du Colorado le 13 avril.

### Classement
| Ligue nationale division Ouest | V  | D  | %    | Diff. | Diff. (séries) |
| ------------------------------ | -- | -- | ---- | ----- | -------------- |
| Dodgers de Los Angeles         | 92 | 70 | ,568 | -     | -              |
| Giants de San Francisco        | 84 | 78 | ,519 | 8     | 13             |
| Diamondbacks de l'Arizona      | 79 | 83 | ,488 | 13    | 18             |
| Padres de San Diego            | 74 | 88 | ,457 | 18    | 23             |
| Rockies du Colorado            | 68 | 94 | ,420 | 24    | 29             |

### Juin
- 9 juin : Le lanceur recrue des Giants, Chris Heston, réussit à son 13e départ en carrière un match sans point ni coup sûr, le premier de la saison 2015, dans une victoire de 5-0 sur les Mets, à New York[18].

### Septembre
- 12 septembre : Madison Bumgarner, des Giants, retire successivement les 23 premiers frappeurs des Padres de San Diego, et un coup sûr de Melvin Upton après deux retraits en 8e manche brise sa tentative de match parfait[19]. C'est le seul coup sûr accordé et le seul coureur permis par Bumgarner dans ce blanchissage[19].

## Affiliations en ligues mineures
| Niveau            | Équipe                          | Ligue                         |
| ----------------- | ------------------------------- | ----------------------------- |
| AAA               | River Cats de Sacramento        | Ligue de la côte du Pacifique |
| AA                | Flying Squirrels de Richmond    | Eastern League                |
| A-Advanced        | Giants de San Jose              | California League             |
| A                 | GreenJackets d'Augusta          | South Atlantic League         |
| A (saison courte) | Volcanoes de Salem-Keizer       | Northwest League              |
| Ligue des recrues | Giants de la Ligue de l'Arizona | Ligue de l'Arizona            |
| Ligue des recrues | DSL Giants                      | Dominican Summer League       |